# Pierre-André Schürmann
Pierre-André Schürmann, né le 5 juillet 1960 à Monthey en Suisse, est un footballeur puis entraîneur suisse de football,.

## Biographie

### Carrière d'entraîneur
Finaliste Coupe d'Afrique des nations des moins de 23 ans 2015.